# Aleutski greben
Aleutski greben nalazi se u zapadnom dijelu Aleutskog luka u Beringovom moru.

## Geografija
Sastoji se od lanca vulkanskih otoka smještenih duž vrha podmorskog grebena s većinom aktivnih kvartarnih stratokona ili vulkana sličnih kalderama koji se nalaze na sjevernim granicama Aleutskog otočja.